# سلسله مناصب
کورسوس هونوروم (به لاتین: cursus honorum) به معنای «سلسله افتخارات» می‌باشد و می‌توان با تساهل آنرا به «سلسله مناصب» نیز ترجمه کرد؛ این واژه اشاره به سلسلهٔ ترتیبی مناصب دولتی در جمهوری روم و اوایل امپراتوری روم دارد که سیاستمداران جاه طلب آنرا تعقیب می‌کردند. سلسله مناصب شامل ترکیبی از سِمت‌های سیاسی و نظامی بود. تصدی هر سِمت دولتی نیازمند رسیدن به یک سن حداقلی بود؛ و نیز وقفه‌هایی چندساله میان تصدی دو سِمت لازم بودند و هرگونه تکرار یک سمت، توسط قوانین منع شده بود.
این قوانین البته آشکاراً تغییر یافته و گاهی نادیده گرفته می‌شدند. برای نمونه، گایوس ماریوس منصب کنسولی را برای پنج سال متوالی از ۱۰۴ تا ۱۰۰ق. م در دست داشت؛ و با احتساب سال‌های ۱۰۷ق. م و ۸۶ق. م در مجموع هفت مرتبه به این منصب نایل شده بود. اصلاحات لوسیوس کورنلیوس سولا وقفه ای ده ساله در برابر تصدی مجدد یک منصب را لازم کرد.
اگر سیاستمداری موفق به تصدی یک سِمت در جوانترین سن ممکن می‌شد، موفقیّت سیاسی ویژه ای به‌شمار می‌آمد. برای نمونه، سیسرون به خود بسیار مفتخر بود زیرا که نه تنها یک انسان نوین رومی (معادل امروزیِ «انسان خودساخته») بود و هیچ‌یک از اجداد وی به منصب کنسولی نرسیده بودند؛ بلکه همچنین در جوانترین سن ممکن (در آن زمان ۴۲سالگی) به این سمت منصوب شده بود.

## خدمت نظامی
کورسوس هونوروم یا سلسلهٔ مناصب رسماً با ده سال خدمت نظام وظیفه در میان اکوایتس (سواران) آغاز می‌شد (با تکمیل هفده سالگی)؛ آنهم معمولاً در ستاد یک ژنرال (خویشاوند یا دوست خانواده). خویشاوندسالاری مورد نکوهش نبود بلکه در حقیقت بخشی از سیستم محسوب می‌شد. برای آنکه فردی جواز و صلاحیت تصدی یک سِمت سیاسی در آینده را بدست آورَد، این ده سال ظاهراً اجباری بودند؛ امّا در عمل این قانون چندان هم محکم نبود. در خلال این سال‌های خدمت نظامی و در حوالی بیست سالگی، برخی موفق می‌شدند سِمت پُرطرفدار تریبون سربازان را نیز عهده‌دار شود. در پی اصلاحات ماریوس شش تریبون از هر لژیون به عنوان افسران ستاد کل انجام وظیفه کرده و لگاتوس لجیونیس ها را در تصمیم‌گیری یاری می‌کردند. تصدی این سِمت معمولاً دو یا سه سال به طول می‌انجامید. درجات بعدیِ کورسوس هونوروم از طریق انتخابات سالانهٔ مستقیم به دست می‌آمدند.

## کوایستور
دومین پلهٔ کورسوس هونوروم، کوایستور∗ بود، که نسبت به دیگر مناصب سیاسی رومی در مرتبهٔ پائینتری قرار داشت. کاندیداها می‌بایست حداقل ۳۰ سال سن می‌داشتند (با اصلاحات آگوستوس به ۲۵ سال کاهش یافت). کوایستورها توسط مجمع قومی∗ برگزیده می‌شدند، معمولاً به کنسول‌ها در روم کمک می‌کردند، در ادارهٔ خزانه داری (aerarium Saturni) و دخل و خرج مالی مشغول بودند؛ در امور مالی همانند یک دبیر (منشی) برای حکمرانان ایالتی بودند و در اختصاص منابع یا پرداخت وجوه سربازان ایالتی نقش داشتند. کوایستورها می‌توانستند سکّه رایج را برای مصارف خاص انتشار دهند، البته تنها هنگامی که از سوی سنا مجوز بگیرند. برای همین از سوی کاتبان متعددی همیاری می‌شدند که در مدیریت صورتحساب خزانهٔ مرکزی یا ایالتی به آنان کمک می‌کردند. خزانه خود متشکل از مقادیر هنگفتی از سپرده‌ها ــ چه اسناد و چه ذخایر ارزی ــ بود. اتفاقی نبود که متن قوانین و حتی فرامین سنا (به لاتین: senatus consultum) در خزانه و تحت نظر کوایستورها قرار داده می‌شدند. انتصاب به عنوان یک کوایستور ــ از اواخر دوران جمهوری به بعد ــ به خودی خود ورود به جرگه سناتورها را در پی داشت. یک کوایستور می‌توانست توگا بر تن کند، امّا توسط تبرداران محافظت نمی‌شد و دارای ایمپریوم (اقتدار عالیه) نیز نبود. در کل، کوایستور در مدیریت و ادارهٔ خزانه عمومی دست داشت.

## ادیل∗

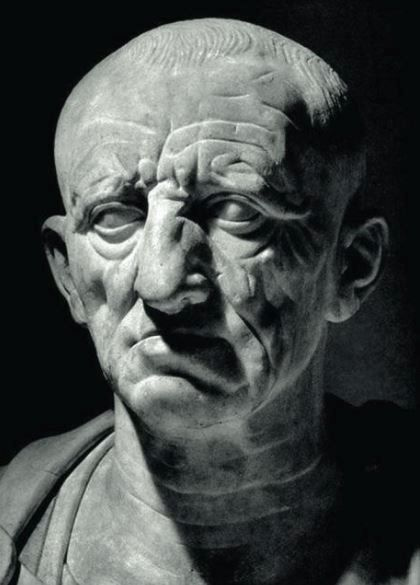
کاتو، (۱۴۹–۲۳۴ق. م) نمونه ای از افرادی بود که ترتیب مناصب کورسوس هونوروم را پیمودند: در ۲۱۴ق. م تریبون سربازان، در ۲۰۴ق. م کوایستور، در ۱۹۹ق. م ادیل، در ۱۹۸ق. م پرایتور، در ۱۹۵ق. م کنسول، و در ۱۸۴ق. م کنسور شد.

در سن ۳۶ سالگی، کوایستورهای سابق می‌توانستند کاندیدای انتخاب به عنوان یکی از چهار منصب ادیلی شوند. ادیل‌ها کلانترهایی بودند که برای پیشبرد امور داخلی روم انتخاب می‌شدند، و اغلب با بالاترین مناصب کلانتری همکاری می‌کردند. این منصب البته در کورسوس هونوروم جایی نداشت. هرساله، دو ادیل کورولی (به لاتین: aediles curules) و دو ادیل پلبی (به لاتین: aediles plebei) انتخاب می‌شدند. مجمع چنتوراتا، تحت ریاست یک کلانتر ارشد (یک کنسول یا یک پرایتور) دو ادیل کورولی را انتخاب می‌کرد، آنان نه دارای لیکتور بودند و نه از قوهٔ اجبار بهره‌مند بودند. در عوض، مجمع پلبی‌ها که تحت ریاست یک تریبونوس پلبیس بود، دو ادیل پلبی را انتخاب می‌کرد. تمامی ادیل‌ها در امور روزمرهٔ داخلی روم اقتدار زیادی داشتند، از جمله در تعمیر و بازسازی و حفاظت از معابد (عنوان آنان از همین مسئولیت آنان مشتق می‌شود، کلمه لاتین aedes به معنای «معبد» است) و دیگر بنّاهای عمومی (در این کار با کنسورها که وظایف مشابهی داشتند، شریک بودند)، برگزاری بازی‌ها و فستیوالهای رومی، اموری مانند فاضلاب‌ها، آبارهها، تهیه و تأمین تدارکات شهر روم (به ویژه گندم)، نظارت بر بازارهای شهری، قضاوت در امور تجاری، حفظ نظم عمومی و نشر فرامین عمومی مشغول بودند. هر هزینهٔ عام‌المنفعه از سوی یک ادیل کورولی یا یک ادیل پلبی باید از سوی سنا مجوز می‌گرفت.

## تریبون مردم
تریبونوس پلبیسها و ادیل پلبیها همگی توسط مجمع پلبی‌ها انتخاب می‌شدند و نه توسط پاتریسی‌ها، و برای همین کلانتر به تمام معنای کلمه محسوب نمی‌شدند و از اقتدار ارشد(maior potestas) نیز بهره‌مند نبودند. برای همین کلمهٔ «کلانتری مردمی»∗ واژه نامناسبی است. به آنان به عنوان نمایندگان مردم (پلبی‌ها) می‌نگریستند؛ به طوری که می‌توانستند کنترل مردمی بر اقدامات سنا اِعمال کنند (از طریق حق وتوی خود) و از آزادی مدنی تمامی شهروندان رومی پاسداری کنند. ادیل پلبی‌ها (به لاتین: aediles plebei) از برخی جهات دستیار تریبون‌ها محسوب می‌شدند، و اغلب کارکردی مشابه همان ادیل کورولی‌ها ایفا می‌کردند.
از آنجایی که تریبون‌ها چونان تجسم طبقهٔ متوسط-پائین (پلبی‌ها) نگریسته می‌شدند، دارای حُرمت∗ (مصونیت) بودند. آنان می‌توانستند هرکسی که به یک تریبون در طول خدمتش آسیبی بزند یا در کارش مداخله ای بکند را بُکشند، و همین مسئله مصونیت آنان را بیشتر می‌کرد. تمامی اقتدار تریبون‌ها در واقع از همین مصونیتشان نشأت می‌گرفت. برآیند واضح چنین مصونیتی این بود که آسیب زدن به یک تریبون، نادیده گرفتن وتوی او، یا مداخله در کارش مجازات اعدام را به همراه داشت. مصونیت (حُرمت) یک تریبون تنها در داخل دیوارهای شهر روم دارای اثر عملی بود. اگر یک تریبون در خارج از دیوارهای شهر می‌بود، پلبی‌های روم نمی‌توانستند سوگند خود مبنی بر کُشتن کسی که تریبون را زخمی کرده یا در کارش مداخله کرده را اجرا کنند. اگر یک کلانتر، یک مجمع (برای نمونه مجمع چنتوراتا)، یا سنا، به فرامین یک تریبون بی‌توجهی می‌کرد، وی نیز می‌توانست حُرمت (sacrosanctitas) خود را به میان کشانده و اقدامات آنان را خنثی کند. هرگونه مقاومت در برابر یک تریبون معادل با هتک حرمت شخصیت محترم وی بود و مجازات مرگ را به همراه داشت. نداشتن اقتدار یک کلانتر سبب می‌شد از دیگر کلانترها متمایز و مستقل باشند، به طوریکه هیچ‌یک از مابقی کلانترها نمی‌توانست وتوی خود را علیه یک تریبون به کار ببَرد. در موارد معدودی (برای نمونه در دوران تصدی منصب تریبونی توسط تیبریوس گراکوس) یک تریبون می‌توانست از نوعی وتوی بسیار موسع بر ضد تمامی لوایح حکومتی استفاده کند. با وجود آنکه یک تریبون می‌توانست وتوی خود را علیه هریک از اقدامات سنا، مجامع، یا کلانترها اعمال کند، تنها مجاز بود وتو را علیه قوانین اعمال کند، نه علیه اقدامات انجام شده. برای همین وی می‌بایستی به هنگام وتو کردن در شهر حضور می‌داشت. به محض آنکه غایب می‌شد، اقدام سنا یا کلانترها می‌توانست عملی شود، گویی که هرگز وتویی در کار نبوده‌است.
تریبون‌ها، تنها نمایندگان مردم، اختیار اعمال حق قضایی provocatio ad populum یا تظلم کردن از مردمرا داشتند، حقی که نوعی ضمانت نظری برای دادرسی منصفانه بود، و پیش‌درآمدی بر حق امروزین قرار احضار زندانی. اگر یک کلانتر اقدامی [غیرقانونی] علیه یک شهروند انجام می‌داد، آن شهروند می‌توانست به فرمول قضایی provocatio ad populum متوسل شود، که به معنای آن بود تصمیم کلانتر را به تریبون ارجاع دهد. تریبون نیز موظف بود قضیه را بسنجد و آنگاه [در صورت صلاحدید] به کلانتر اجازه اقدام علیه شهروند مزبور را بدهد. گاهی نیز تریبون آن قضیه را به هیئت تریبون‌ها یا مجمع پلبی‌ها ارجاع می‌داد تا قضیهٔ دادخواهی را بهتر کنکاش و بررسی کنند. اگر تظلم کردنِ آن شهروند معتبر تشخیص داده می‌شد، هرگونه اقدام کلانترها علیه وی غیرقانونی می‌شد.

## پرایتوری
شش پرایتور از میان مردانی با حداقل ۳۹ سال سن انتخاب می‌شدند (با اصلاحات آگوستوس به ۳۰ سال کاهش یافت). آنان در درجه نخست مسئولیت‌های قضائی در روم داشتند، و همچنین می‌توانستند ارتش‌های ایالتی را هدایت کرده و دادگاه‌ها را ریاست نمایند. معمولاً آنان به همراه کنسول‌ها در مجمع چنتوراتا کاندیدا می‌شدند. پس از آنکه انتخاب می‌شدند، به آنان از سوی مجمع، imperium یا «اقتدار عالیه» اعطا می‌شد. در غیاب دو کنسول از شهر، پرایتورِ شهریْ روم را اداره، و نشست سنا و دیگر مجامع رومی را ریاست می‌کرد. تا زمانی که پرایتورها دارای imperium یا «اقتدار عالیه» بودند، می‌توانستند یک ارتش را فرماندهی کنند.

## کنسولی

کنسولهای معروف
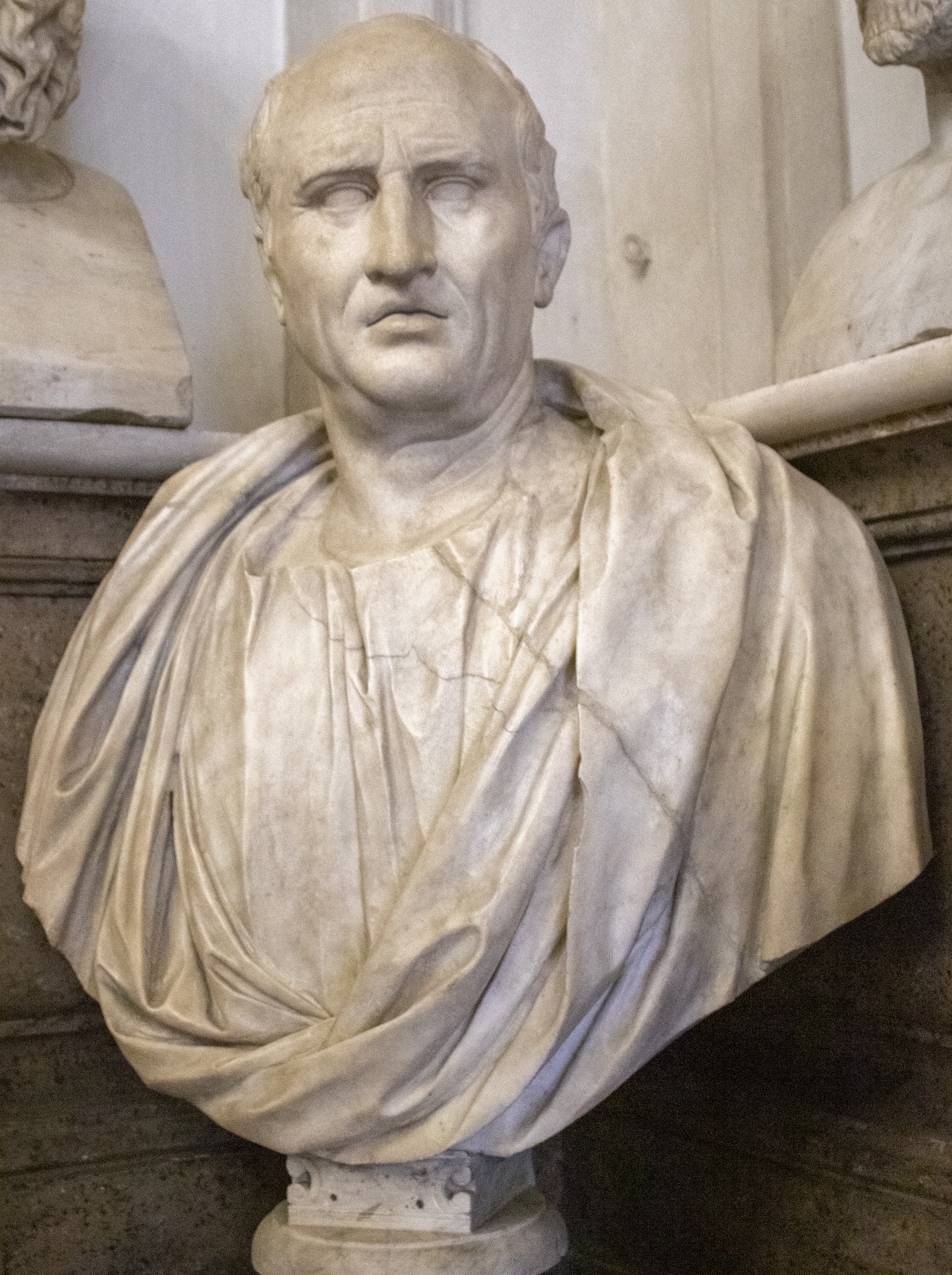
مارکوس تولیوس سیسرون کنسول سال ۶۳ق.م بود.
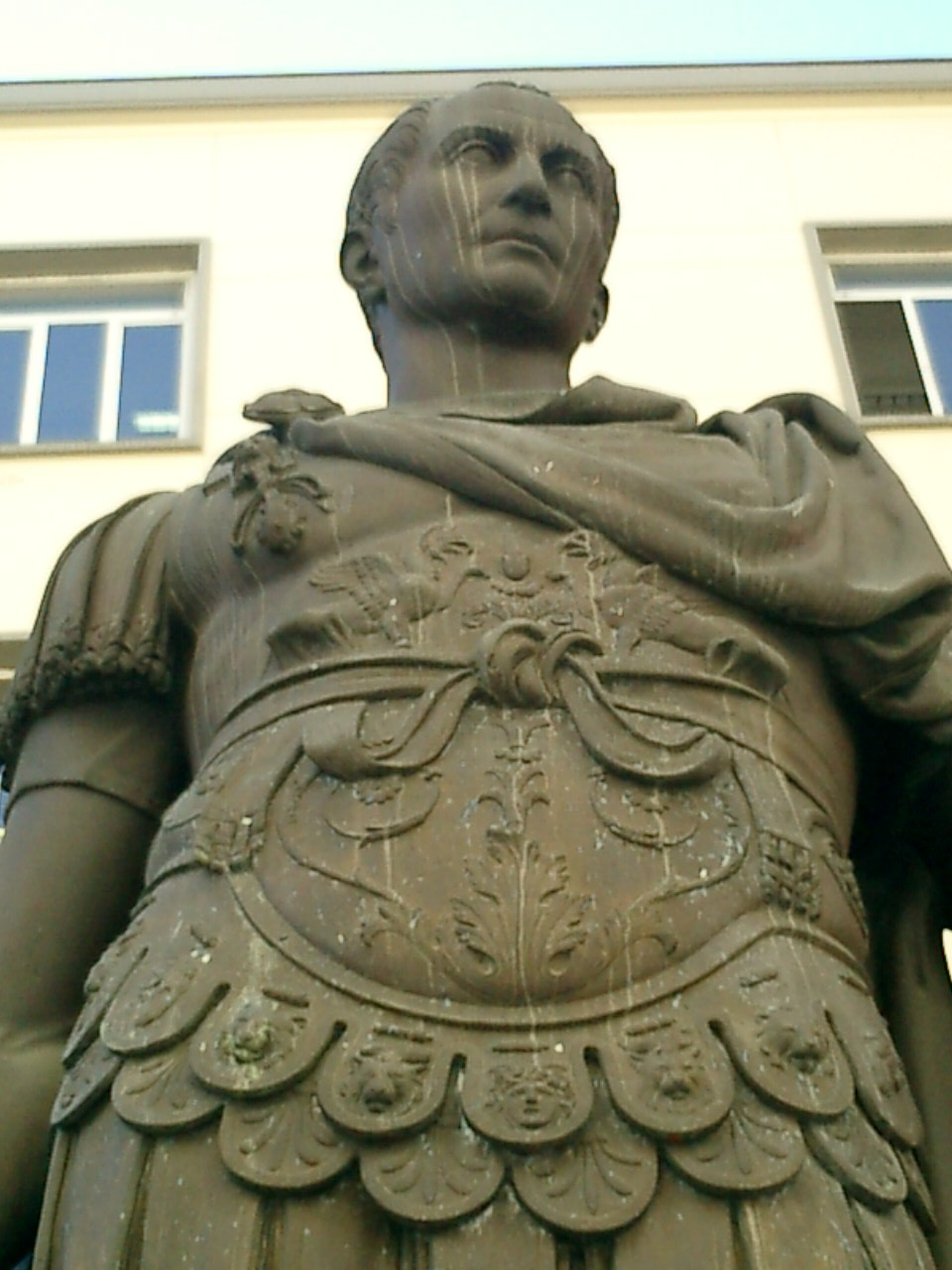
گایوس ژولیوس سزار برای اولین بار در ۵۹ق.م به کنسولی رسید.
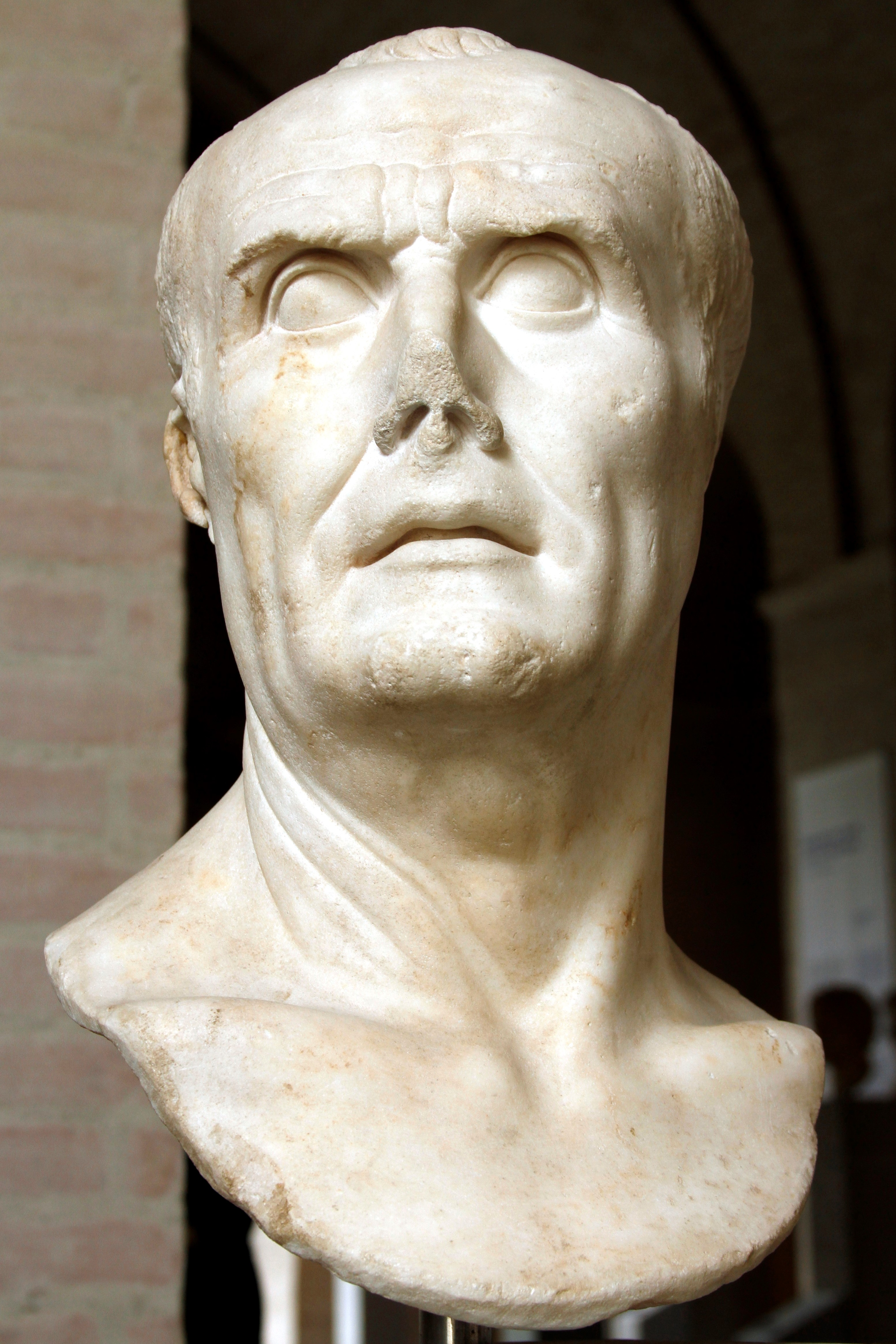
گایوس ماریوس از ۱۰۸ق.م تا ۱۰۰ق.م برای شش مرتبه به عنوان کنسول برگزیده شد.

دو کنسول جمهوری روم در بین کلانتری‌های عادی بالاترین درجه را داشتند؛ هر ساله توسط مجمع چنتوراتا انتخاب می‌شدند؛ حداقل سن برای انتخاب به این سِمت، ۴۲ سال سن بود (با اصلاحات آگوستوس این حداقل به ۳۳ سال سن کاهش یافت). هر سال را از روی نام دو کنسولی که در آن سال انتخاب می‌شدند، نامگذاری می‌کردند. آنان هم در امور مدنی و هم نظامی دارای اقتدار مطلق بودند. پس از انتخابشان، imperium یا «اقتدار عالیه» را از مجمع دریافت می‌کردند. اگر یک کنسول در طول تصدی منصبش وفات می‌یافت، کنسول دیگری (کنسول سوفکتوس∗) برای تکمیل مابقی مدت تصدی کنسول متوفی انتخاب می‌شد. در طول سال، یکی از دو کنسول به لحاظ درجه از کنسول دیگر برتر بود، و این برتری هر ماه میان آنان دست به دست می‌شد.هنگامی که تصدی منصب به پایان می‌رسید، عنوان افتخاری «consolare» در سنا را می‌گرفتند، امّا باید ده سال منتظر می‌ماندند تا بتوانند مجدداً به منصب کنسولی نائل شوند (هر چند استثناهایی مانند گایوس ماریوس و گایوس ژولیوس سزار دیده شدند). کنسول‌ها همچنین نشست‌های سنا و مجامع شهروندی را ریاست می‌کردند، و مسئولیت نهایی اجرای سیاست‌ها و قوانینِ مصوب دو مجمع نامبرده را داشتند. کنسول همچنین در رأس دیپلماسی روم قرار داشت، می‌توانست تجارت با مردم بیگانه را مدیریت، و روابط میان سفرای بیگانه با سنا را تنظیم کند. ضمن فرمانی از سوی سنا، کنسول مسئول سربازگیری و فرماندهی ارتش می‌شد.کنسول‌ها دارای اتوریته برتر در کمپ نظامی بودند و باید از سوی سنا با منابع مالی کافی تغذیه می‌شدند تا بتوانند ارتش‌های خود را مدیریت و هدایت کنند.زمانی که در خارج از شهر بودند، اقتدار مطلقی بر سربازان خود و نیز بر هر ایالت رومی داشتند.در پایان خدمتشان، می‌توانستند در قامت پروکنسول بر ایالات مهم روم حکومت کنند.

## کنسوری
کلانتر بعدی کنسور بود، کسی که هر پنج سال به مسئولیت سرشماری∗ منصوب می‌شد، و در این مدت می‌توانست سناتورهای جدید را منصوب کند یا اینکه مُسن‌ها را حذف کند. اما از سال ۴۳۳ق. م به پیشنهاد دیکتاتور مامرکوس امیلیوس مامرکینوس∗مدت تصدی به ۱۸ ماه کاهش یافت. از آنجایی که منصب کنسوری باپرستیژترین منصب در میان تمامی کلانتری‌های عادی بود معمولاً تنها کنسول‌های سابق می‌توانستند بدان دست یابند. پس از اینکه کنسول‌ها و پرایتورها توسط مجمع چنتوراتا برای آن سال انتخاب شدند، کنسورها نیز توسط همان مجمع برگزیده می‌شدند. آنان برخلاف دو کلانتر نامبرده نه دارای ایمپریوم (اقتدار عالیه) بودند و نه یک لیکتور آنان را همراهی می‌کرد. افزون بر آن، اختیار فراخوانی سنا یا دیگر مجامع رومی (مجمع چنتوراتا، مجمع پلبی‌ها و غیره) را نیز نداشتند. به لحاظ نظری، آنان در رأس رتبه‌بندی کلانترهای عادی قرار داشتند (از جمله نسبت به کنسول‌ها و پرایتورها)؛ امّا این رتبه‌بندی تنها به سبب پرستیژ آنان بود، تا قدرت حقیقی شان. از آنجایی که کنسورها به آسانی می‌توانستند از این منصب سوءاستفاده کنند (به خاطر اقتداری که بر روی شهروندان داشتند)، تنها کنسول‌های سابق (معمولاً پاتریسی‌ها) را بدین سمت انتخاب می‌کردند، برای همین بود که این منصب پرستیژ بخصوصی داشت. اقدامات آنان نمی‌توانست با وتو منع شود، مگر با وتو از جانب تریبون پلبی‌ها (که کلانتر به تمام معنای کلمه محسوب نمی‌شدند) یا یک کنسور همکار.هیچ‌یک از کلانترهای عادی نمی‌توانست وتوی خود را علیه یک کنسور اعمال کند، چراکه به لحاظ سلسله مراتب از وی بالاتر نبود. امّا تریبون پلبی‌ها به سبب حُرمتی (مصونیتی) که داشتند ــ به عنوان نمایندگان مردم ــ می‌توانستند برخلاف دیگر کلانترها وتوی خود را علیه هر اقدام یا هر شخصی، از جمله کنسورها، اِعمال کرده و به تنهایی عمل کنند. در مواردی که یک کنسور در جریان سرشماری می‌خواست موقعیت (به لاتین: status) یک شهروند را تقلیل دهد، ناچار بود ابتدا تأیید کنسور همکار خود را نیز اخذ کند، و نمی‌توانست در چنین مواردی به میل شخصی خود عمل کند. یک کنسور می‌توانست شهروندی که از سرشماری سرباز زده‌است یا اطلاعات نادرستی به وی داده را جریمه کند یا حتّی دارایی اش را بفروشد. دیگر اقداماتی که مشمول مجازات از سوی کنسور بودند عبارت بودند از رها کردن کار کشاورزی، فرار از خدمت نظامی، تخطی از انجام وظایف مدنی، اقدامات فاسد یا داشتن بدهی‌های سنگین. وی می‌توانست یک شهروند را به قبیله ای دیگر منتقل کند، یا در طول عمل سرشماری، یک نشانهٔ (nota) عدم صلاحیت در کنار نامش قرار دهد (که تبعاتی از جمله ضبط دارایی، تقلیل به قبیله ای پَست تر، یا حتّی سلب حق شهروندی داشت). بعدها، قانونی (Leges Clodiae∗) تصویب شد که به شهروندان عادی این امکان را داد که علیه این nota یا عدم صلاحیت دادخواهی کنند. زمانی که سرشماری پایان می‌یافت، از سوی یکی از کنسورها جشنی به نام lustrum برگزار می‌شد. کنسورها وظایفی دیگر نیز داشتند که از جمله آنان مدیریت قراردادهای عمومی بود. هر اقدامی از سوی کنسورها که نیازمند هزینه کردن از خزانه داری بود، باید از سوی سنا تصویب می‌شد.

## کلانتری‌های فوق‌العاده

### دیکتاتور

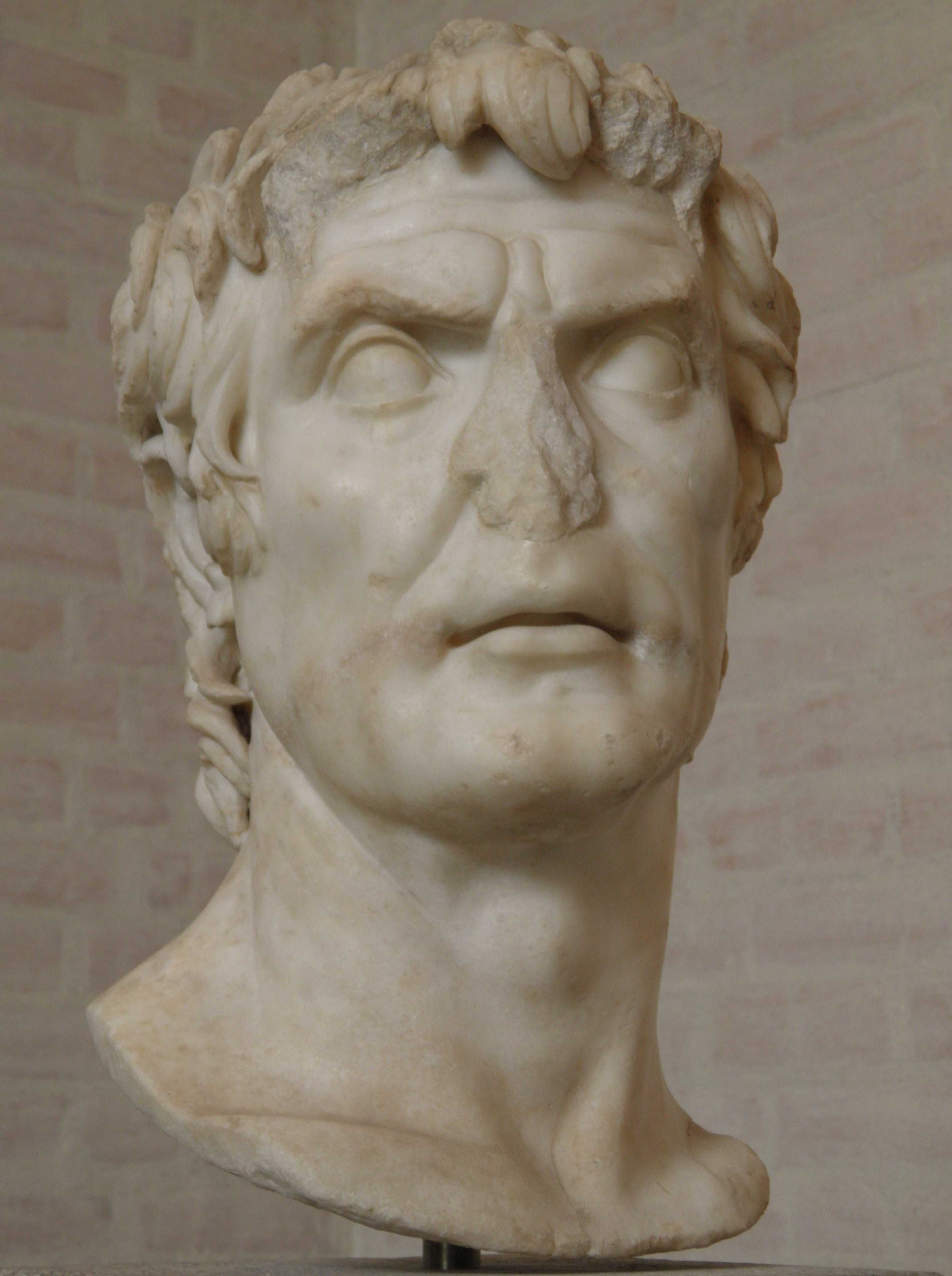
لوکیوس کورنلیوس سولا، دیکتاتور جمهوری روم در 82ق.م

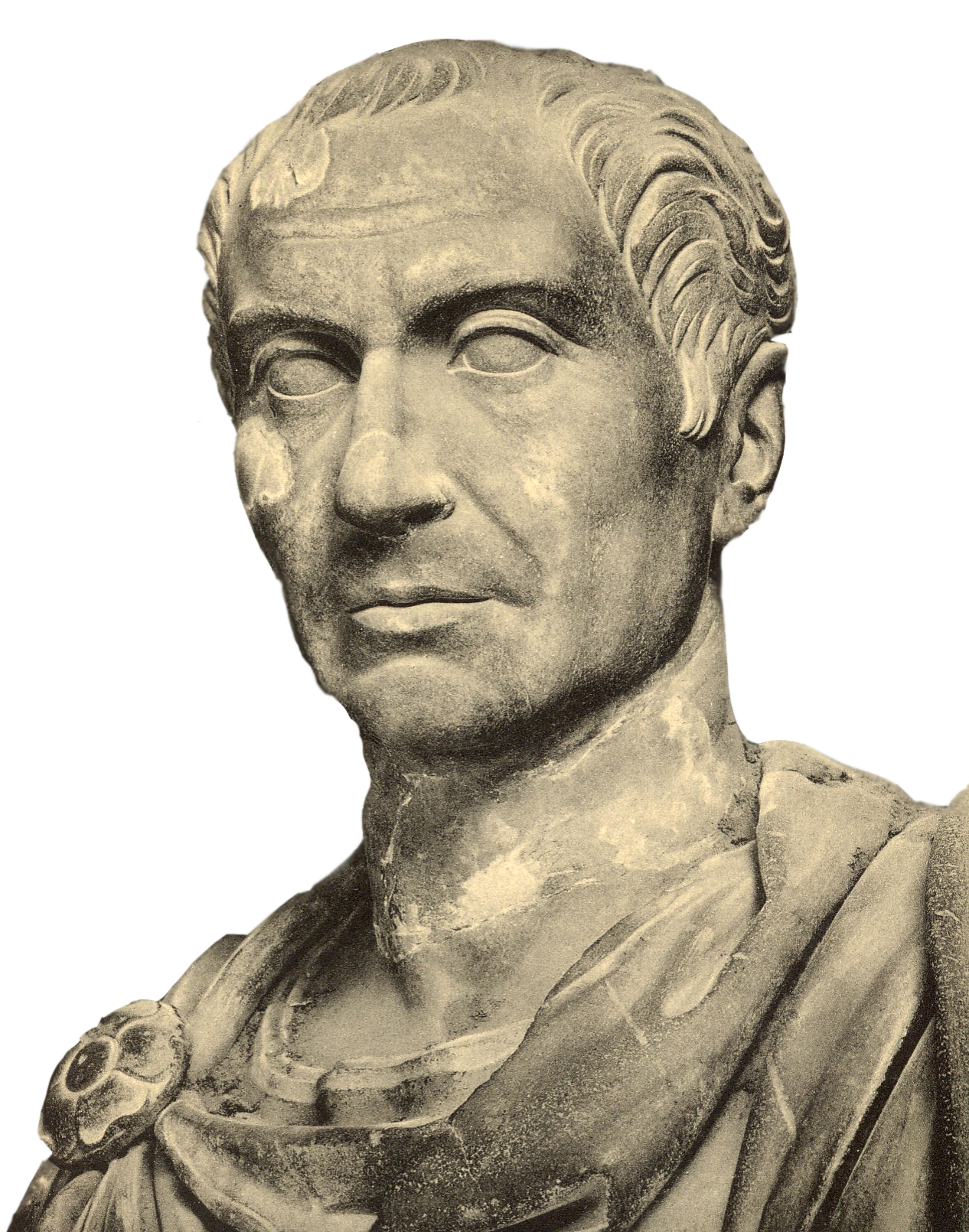
گایوس ژولیوس سزار، آخرین دیکتاتور جمهوری روم در 44ق.م

در موارد شدیداً اضطراری نظامی (و یا به دیگر دلایل) یک دیکتاتور تنها برای شش ماه منصوب می‌شد. اقتداری که یک دیکتاتور بر حکومت روم داشت مطلق بود و قابل کنترل توسط نهاد سیاسی دیگری (مثلاً سنا) یا دیگر کلانترها هم نبود. سیسرون و تیتوس لیویوس بهره‌گیری از ظرفیت نظامی دیکتاتوری را ثبت کرده‌اند، درحالی که دیگران، مانند دیونوسیوس هالیکارناسی، از بهره‌گیری از دیکتاتوری برای حفظ نظم در دوران اعتصاب پلبی‌ها∗ سخن گفته‌اند. زمانی که احتیاج مبرمی به انتصاب یک دیکتاتور احساس می‌شد، سنا فرمانی (به لاتین: senatus consultum) صادر می‌کرد که دو کنسول را مؤظف به انتخاب یک دیکتاتور می‌کرد، و وی نیز بلافاصله منصوب می‌شد. در اغلب مواقع، تا زمانی که خطر مرتفع نشده بود دیکتاتورها در منصب باقی می‌ماندند؛ با رفع خطر و اضطرار، آنان استعفا کرده و اقتدار خود را پس می‌دادند. کلانترهای عادی (همچون کنسول‌ها و پرایتورها) در سِمت خود باقی می‌ماندند، امّا استقلال خود را از دست می‌دادند چراکه مادون دیکتاتور می‌شدند. در مواردی که از فرامین دیکتاتور سرپیچی می‌کردند، ممکن بود وادار به استعفا شوند. دیکتاتور می‌توانست حق provocatio ad populum یا تظلم کردن از مردمرا نادیده بگیرد؛ حقّی که در دوران صدارت یک دیکتاتور، در کنار آزادی عمل تریبون پلبی‌ها، صرفاً به لحاظ نظری برقرار می‌ماند. اقتداری که دیکتاتور داشت، معادل با مجموع اقتدار دو کنسول بود، آنهم بدون هرگونه کنترل و نظارت دیگر نهادها. در طول این شش ماهِ اضطراری که یک دیکتاتور بر مسند بود، اوضاع به گونه ای می‌شد که انگار روم موقتاً به دوران پادشاهی بازگشته است و دیکتاتور نقش پادشاه باستانی روم را ایفا می‌کند. دیکتاتور همچنین توسط بیست و چهار تبردار در خارج از دیوارهای مقدس پومریوم (به لاتین: pomerium) و دوازده نفر در داخل آن (دقیقاً همانند پادشاه روم در دوران ماقبل جمهوری) همراهی می‌شد؛ در عوض، یک کنسول تنها دوازده تبردار در خارج از محدوده پومریوم و شش تا در داخل را در معیّت خود داشت. حکومت عادی متوقف شده و همه چیز را در دستان دیکتاتور می‌نهادند، کسی که دارای اقتدار مطلقی بر جمهوری بود. وی پس از انتصابش یک ماجیستر اکوئیتوم∗ (فرمانده سواره نظام) را به عنوان معاون جوان خود برمی‌گزید. زمانی که اوضاع و احوال اضطراری به پایان می‌رسید، حکومت مدنی عادی بار دیگر برقرار می‌شد.

### ماجیستر اکوئیتوم
هر دیکتاتور یک ماجیستر اکوئیتوم∗ (فرمانده سواره نظام) را برمی‌گزید تا معاون وی باشد. به وی نیز اقتدار عالیه (ایمپریوم) در حد و اندازه یک پرایتور اعطا می‌کردند، و اغلب، هنگامی که یک دیکتاتور منصوب می‌شد، سنا حکم می‌کرد که یک ماجیستر اکوئیتوم (فرمانده سواره نظام) نیز باید منصوب شود. وی کارکردی شبیه به کنسول داشت و برای همین مادون دیکتاتور بود. زمانی که طول مدت مجاز اشتغال دیکتاتور به پایان می‌رسید، به همان طریق سِمت فرماندهٔ سواره نظام نیز منقضی می‌شد. در اغلب موارد دیکتاتور فرماندهی لژیون‌ها را برعهده داشت، درحالی که برای ماجیستر اکوئیتوم، فرماندهی بر سواره نظام (که در جناحین آرایش نظامی روم جای می‌گرفت) باقی می‌ماند. دیکتاتور توسط مردم انتخاب نمی‌شد بلکه چنان‌که گفته شد، دو کنسول وی را برمی‌گزیدند اما ماجیستر اکوئیتوم مستقیماً توسط وی انتخاب می‌شد. این دو کلانتر نامبرده را «کلانترهای فوق‌العاده∗» می‌نامیدند.

## کلانتری های بدیل
یکی از ابتکارات قضایی جمهوری روم تأسیس مناصب کلانتری بدیل∗ بود؛ هدف از تأسیس این بود که شمار کافی استانداران رومی داشته باشند تا در ایالات متصرفی به حکمرانی بپردازند، به جای آنکه مجبور باشند هر ساله کلانترهای جدیدی منصوب کنند. کلانترهای بدیل پس از صدور یک فرمان سناتوس کنسولتوم انتخاب می‌شدند. آنان معمولاً پروپرایتور (در جایگاه پرایتور) و پروکنسول (در جایگاه کنسول) بودند. یک کلانتر بدیل از همان اقتدار کلانتر همترازش برخوردار بود و توسط همان تعداد تبرداران حفاظت می‌شد و در مجموع از اقتداری مطلقه در داخل ایالت خود بهره‌مند بود. کلانترهای بدیل معمولاً سِمت کلانتری‌ایی را بر عهده می‌گرفتند که در گذشته عهده‌دار آن بودند (برای نمونه یک پروکنسول، در گذشته منصب کنسولی داشت)، هرچند چنین چیزی الزامی نبود.

## یادداشت
^ . tribunus militum
^ . اصلاحاتی در ارتش روم در سال 107ق.م که به گایوس ماریوس نسبت می دهند.
^ . Legatus به معنای فرمانده و Legio به معنای لژیونر یا ارتش استلگاتوس لجیونیس نیز به معنای فرمانده لژیون است.
^ . Quaestor
^ . Comitia Populi Tributa
^ . aediles
^ . magistratus plebeii
^ . sacrosancti
^ . حق مزبور، یک شهروند را مجاز می‌کرد که در برابر اقدام قضایی ظالمانه یک کلانتر با فریاد زدنِ !appello tribunos («من تریبون‌ها را فرامیخوانم») یا !provoco ad populum («من به مردم تظلم می‌جویم») دادخواهی کند.
^ . consul suffectus
^ . به انگلیسی: Census، به ایتالیایی: Censimento
^ .  Mamercus Aemilius Mamercinus
^ . Leges Clodiae یک سری قوانینی بودند که توسط تریبون مردم پوبلیوس کلودیوس پولکر، که مورد حمایت ژولیوس سزار نیز بود، در ۵۸ق. م تصویب شدند. این قانون حدود مشخصی برای اقتدار کنسورها در نظر گرفت و با الزامی کردن توافق دو کنسور بر سر قرار دادن nota کنار نام یک شهروند، قدرت و اختیار آنان را برای جریمه یا سلب حق شهروندی توده‌ها محدود کرد.
^ . secessio plebis؛ اشاره دارد به نوعی اقدام شهروندان پلبی روم برای اِعمال اقتدار خود بر پاتریسی‌ها، به طوری که به نشانه اعتراض روم را به صورت دسته جمعی ترک نموده و پاتریسی‌های شهر را به حال خود می‌گذاشتند. این اقدام شبیه به اعتصاب سراسری امروزین است. اولین اعتصاب در ۴۹۴ق. م و آخرین آنان در ۲۸۷ق. م رخ دادند.
^ . Magister Equitum
^ . به انگلیسی: extraordinary magistrates، به ایتالیایی: magistrati straordinari 
^ . Promagistracy